# HD 9352
HD 9352，又名BD+57 320，SAO 22389、HR 439，是一颗恒星，视星等为5.7，位于銀經128.44，銀緯-4.09，其B1900.0坐标为赤經1h 26m 56s，赤緯+57° -4.09′ 48″。